# André Guèye
André Guèye (* 6. Januar 1967 in Pallo-Youga) ist ein senegalesischer römisch-katholischer Geistlicher und Erzbischof von Dakar.

## Leben
André Guèye studierte Philosophie am Priesterseminar in Sébikotane und am Priesterseminar in Brin in der Region Ziguinchor. Theologie studierte er in Rom an der Päpstlichen Universität Urbaniana und war am Pontificio Collegio Urbano untergebracht. Am 14. Dezember 1991 empfing er die Diakonenweihe und am 27. Juni 1992 das Sakrament der Priesterweihe für das Bistum Thiès.
Nach der Priesterweihe war er in verschiedenen Gemeinden in der Pfarrseelsorge tätig, unter anderem an der Kathedrale von Thiès. Von 2006 bis 2012 lehrte er Philosophie am Priesterseminar in Brin.
Am 18. Januar 2013 ernannte ihn Papst Benedikt XVI. zum Bischof von Thiès. Die Bischofsweihe spendete ihm der Erzbischof von Dakar, Théodore-Adrien Kardinal Sarr, am 25. Mai desselben Jahres; Mitkonsekratoren waren Ludwig Schick, Erzbischof von Bamberg, und Benjamin Ndiaye, Bischof von Kaolack.
Vom 12. Januar 2023 bis zum 12. Juli 2025 verwaltete er zusätzlich das Bistum Saint-Louis du Sénégal als Apostolischer Administrator.
Papst Franziskus ernannte ihn am 22. Februar 2025 zum Erzbischof von Dakar. Die Amtseinführung fand am 3. Mai desselben Jahres statt.